# Miscegenus heretaunga
Miscegenus heretaunga är en kräftdjursart som beskrevs av Wells, Hicks och Coull 1982. Miscegenus heretaunga ingår i släktet Miscegenus och familjen Diosaccidae. Inga underarter finns listade i Catalogue of Life.